# Compuestos de valencia mixta
Compuestos de valencia mixta son aquellos compuestos (típicamente orgánicos) que presentan radicales libres, esto es, electrones desparejados, que pueden deslocalizarse entre dos posiciones; y aquellos compuestos (típicamente inorgánicos) que tienen dos metales en diferente estado de oxidación, y en los que es posible la transferencia electrónica de uno a otro. En los compuestos de valencia mixta no es adecuado asignar estados de oxidación enteros a cada átomo.

## Ejemplos
Ejemplos de compuestos de valencia mixta son:
- El complejo de Creutz-Taube, con dos iones rutenio II/III
- El anión de fulereno dirreducido
- Algunas metaloproteínas que participan en procesos reducción-oxidación (redox)
- Los bronces de tungsteno